# Кобелев, Павел Прокофьевич
Павел Прокофьевич Кобелев (28 июля 1897 года — 1971 год) — советский военачальник, генерал-лейтенант авиации (05.07.1946), участник Первой мировой, Гражданской и Великой Отечественной войн. Председатель ЦС ОСОАВИАХИМа СССР (1938—1948).

## Биография
Павел Прокофьевич Кобелев родился 28 июля 1897 года в селе Олень-Колодезь (ныне — Воронежская область). С раннего возраста трудился в родительском хозяйстве, в возрасте тринадцати лет пошёл на железную дорогу, а позднее стал забойщиком на донбасской шахте. Участвовал в Первой мировой войне, дослужился до звания младшего унтер-офицера.
В 1918 году Кобелев добровольцем поступил на службу в Рабоче-Крестьянскую Красную Армию. Участвовал в Гражданской войне. После её окончания продолжил службу. Принимал участие в боях на Китайско-Восточной железной дороге, будучи комиссаром 1-й Бурят-Монгольской кавалерийской бригады Приморской оперативной группы. Вместе со своими бойцами он освободил города Хайлар и Харбин, наступал на Сунгарийском направлении.
В 1930-е годы Кобелев был переведён из кавалерии в Военно-воздушные силы СССР. Окончил оперативные курсы по подготовке высшего командного состава ВВС при командного факультета Военно-воздушной академии имени Н. Е. Жуковского и Качинскую военную авиационную школу лётчиков. В 1938 году стал членом Военного совета авиационной армии особого назначения, а в ноябре того же года был назначен председателем Центрального Совета Осоавиахима взамен репрессированного П. С. Горшенина. Избирался делегатом XVIII съезда ВКП(б).
Внёс значительный вклад в развитие Осоавиахима и входящих в его состав структур. При нём было упорядочено военное образование по войсковым и флотским специальностям, созданы водолазная школа в Воронеже, сеть клубов служебного собаководства и голубеводства. Большое внимание Кобелев уделял вопросам химизации сельского хозяйства и промышленности, субсидированию работы лабораторий научных институтов и конструкторских бюро, поддержке талантливых студентов высших учебных заведений. Под его руководством проводились всесоюзные спортивные соревнования, составлялись учебные и методические пособия.
В годы Великой Отечественной войны Кобелев продолжал возглавлять ЦС Осоавиахима. В соответствии с постановлением Государственного Комитета Обороны от 17 сентября 1941 года под его руководством была налажена ускоренная подготовка необходимых для фронта квалифицированных кадров — шофёров, стрелков, связистов, сапёров, подрывников, истребителей танков, пулемётчиков. Помимо выполнения своих обязанностей как руководителя Осоавиахима, во время блокады Ленинграда он занимал должность заместителя по тылу командующего Военно-воздушных сил Ленинградского фронта. Под его руководством осуществлялось строительство аэродромов вдоль «Дороги жизни», с которых советские лётчики осуществляли прикрытие транспортов.
После окончания войны продолжал службу в Советской Армии. В последние годы своей службы он активно продвигал в стране радиолюбительское движение, внеся значительный вклад в развитие радиосвязи в Советском Союзе. В мае 1948 года Осоавиахим был ликвидирован в связи с разделением на три самостоятельных общества. 
В 1949 году по болезни Кобелев был уволен в запас. 
Умер в 1971 году, похоронен в колумбарии Новодевичьего кладбища Москвы.

## Награды
- 2 ордена Ленина (21 февраля 1945 года, 27 февраля 1947 года);
- 3 ордена Красного Знамени (22 февраля 1938 года, 3 ноября 1944 года, 20 июня 1949 года);
- Медали «За оборону Москвы», «За оборону Ленинграда» и другие медали.